# Bispo emérito

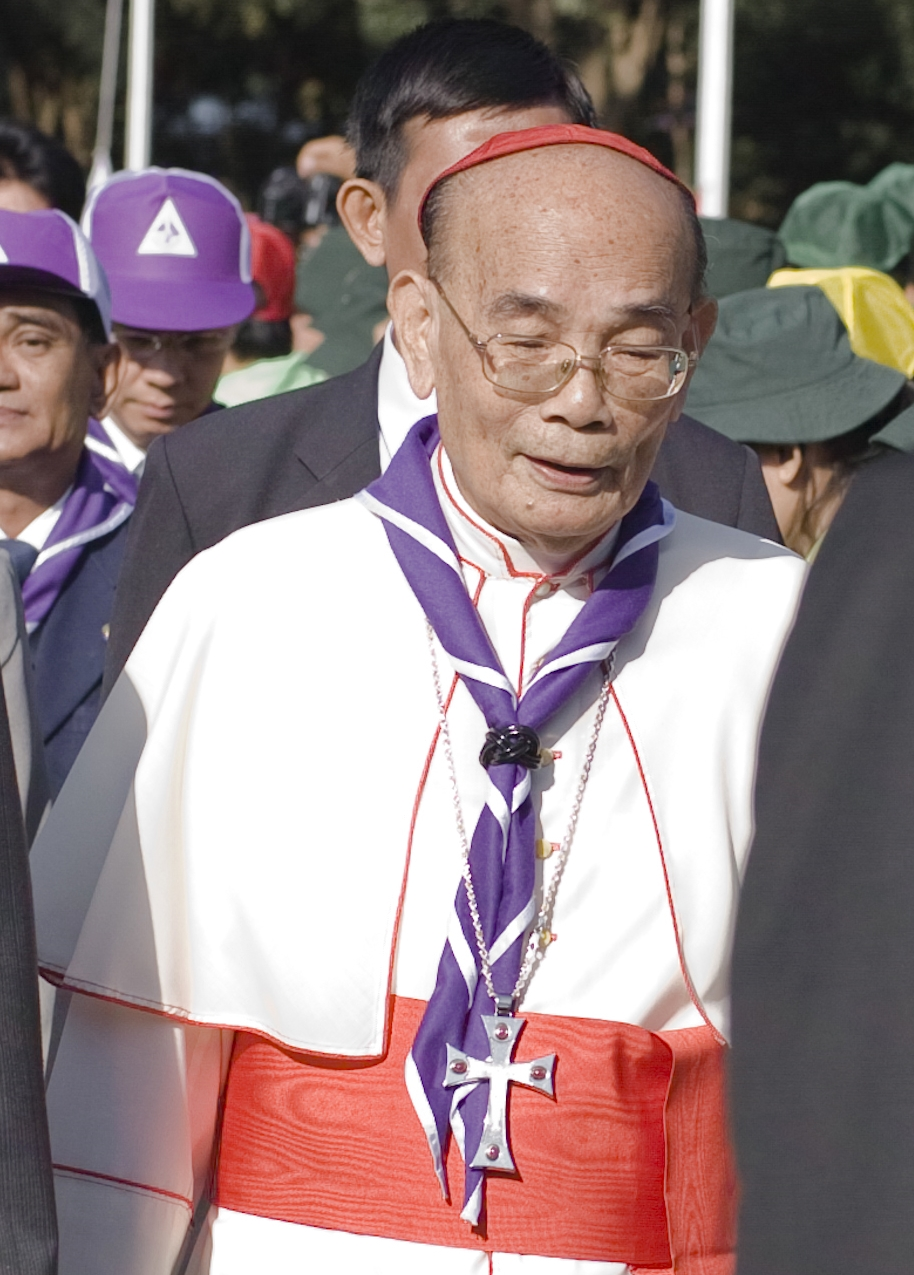
Michael Michai Kitbunchu arcebispo emérito de Bangkok

Bispo emérito é um título conferido a um bispo diocesano cuja renúncia foi aceita. Normalmente o bispo diocesano apresenta a renúncia após completar 75 anos de idade. O mesmo título vale para o arcebispo emérito quando apropriado.
O título de "bispo emérito" é sempre seguido do nome da diocese à qual o prelado renunciou, e com a qual continua a manter "um vínculo de afeição espiritual".
Até 1970, os bispos que renunciavam à liderança de sua diocese recebiam um título de sé titular; até a entrada em vigor do Código de Direito Canônico de 1983, eram chamados de "bispos já de", seguidos do nome da diocese a que renunciaram; desde então conservam o título da diocese à qual renunciaram com o acréscimo do título de "emérito".

## Normas da Igreja Católica
Retribuindo as indicações contidas no decreto conciliar Christus Dominus, o Papa Paulo VI publicou em 6 de agosto de 1966 o motu proprio Ecclesiæ Sanctæ com o qual estabeleceu a norma segundo a qual "todos os bispos diocesanos e outros a eles equivalentes de direito são calorosamente solicitados a apresentar espontaneamente, o mais tardar aos 75 anos, a renúncia ao cargo à autoridade competente".
A legislação foi incorporada ao novo Código de Direito Canônico, promulgado pelo Papa João Paulo II em 25 de janeiro de 1983, citando "§ 1. Roga-se ao Bispo diocesano, que tiver completado setenta e cinco anos de idade, que apresente a renúncia do ofício ao Sumo Pontífice, o qual providenciará depois de examinadas todas as circunstâncias. § 2. Roga-se instantemente ao Bispo diocesano que, em virtude da sua precária saúde ou outra causa grave, se tenha tornado menos apto para o desempenho do seu ofício, que apresente a renúncia."
Essas disposições, estendidas também aos bispos coadjutores e auxiliares e aos bispos das Igrejas sui iuris, foram reafirmadas pelo Papa Francisco no Rescrito sobre a renúncia dos bispos diocesanos e titulares de nomeações pontifícias de 5 de novembro de 2014.
O título é reafirmado também pelo Diretório para o ministério pastoral dos Bispos de 22 de fevereiro de 2004, onde se especifica que "a partir do momento em que é publicada a aceitação da renúncia pelo Romano Pontífice, o Bispo diocesano assume, ipso iure, o título de bispo emérito da diocese". O mesmo Diretório especifica que o título de "bispo emérito" não se aplica aos bispos auxiliares, que já possuem título próprio.

## Direitos e deveres
Segundo Pighin, "deve-se precisar que a qualificação de "emérito" não deve ser confundida com a de "aposentado", porque esta envolve a quebra de qualquer vínculo entre a pessoa e o cargo desempenhado... no caso, o Bispo permanece vinculado por vínculos jurídicos, espirituais e afetivos à diocese que serviu, ainda que cesse sua jurisdição sobre ela. Portanto, a expressão "emérito" não deve nem mesmo ser confundida com a de "aposentadoria", que indica o fim de qualquer relação entre um empregado e seu cargo, com a consequente cessação de todos os direitos e deveres relacionados com o status que lhe foi concedido durante o relação de trabalho".
O Diretório para o ministério pastoral dos Bispos especifica os direitos e deveres dos bispos eméritos em relação a:
- ao bispo diocesano;
- às funções episcopais;
- à diocese onde reside;
- à Igreja universal;
- e aos órgãos supradiocesanos.